# Alessandro Marracino
Alessandro Marracino (Isernia, 9 febbraio 1867 – Nettuno, 21 maggio 1941) è stato un magistrato, giurista, politico e musicista italiano.

## Biografia
Figlio di Giacomo Marracino e Concetta Bozzelli, Alessandro Marracino si laureò nel 1889 in giurisprudenza. Nel 1911, divenne libero docente di Istituzioni di diritto civile presso l'Università di Roma, e in seguito fondò la rivista "Acque e trasporti", di cui fu anche il direttore.
La sua carriera politica cominciò nel 1919, quando venne eletto per la prima volta come membro della Camera dei Deputati; eletto nuovamente nel maggio del 1921, l'anno successivo fu nominato Sottosegretario di Stato al Ministero della Guerra, durante il secondo governo Facta.
A partire dal 1923, Marracino ottenne l'incarico di Primo presidente della Corte di appello di Ancona, carica che ricoprirà fino al 1927, divenendo in seguito Presidente di sezione della Corte di cassazione.
Proposto nel 1924 come senatore dal deputato Giacomo Acerbo, Marracino venne eletto nel 1933, e tra gli incarichi più importanti svolti durante il periodo nel Senato possiamo ricordare la partecipazione alla Commissione degli Affari interni e della Giustizia.
Fece parte della Massoneria, fu Consigliere dell'Ordine, raggiunse il 33º grado del Rito scozzese antico ed accettato e fu membro del Supremo Consiglio.
Marracino scrisse anche un melodramma in quattro atti, il Corrado, pubblicato nel 1900.

## Vita privata
Alessandro Marracino si sposò con Raffaella Delfini, ed ebbero quattro figli: Tina, Giacomo (morto neonato), Suavis e Medora, che si distinse per l'ardore con cui si impegnò a salvare le vite non solo dei suoi concittadini di Vastogirardi, durante le due Guerre mondiali.

## Opere
Alessandro Marracino fu anche autore di numerose pubblicazioni, collegate alla sua professione di magistrato e di politico. Qui vengono riportate alcune delle più importanti:
- Carità legale e beneficenza privata, Tipografia Giuntina, Firenze, 1912
- Azione revocatoria o pauliana, Società editrice libraria, Milano, 1904
- Il duello in filosofia del diritto, Rocco Carabba, Lanciano, 1892
- Per la riforma Bonomi, Stab. tip. della Società delle cartiere centrali, Roma, 1917
- I comuni e le provincie e la funzione giuridica dei partiti : studii di diritto pubblico privato, vol.1, Tipografia di diritto italiano, Roma, 1903
- Contributo alla dottrina della correzione delle sentenze penali, F. Vallardi, Milano, 1910
- Il nuovo diritto idraulico : con speciale riguardo alle acque sotterranee, Tip. cons. naz. di emigraz. e lavoro, Roma, 1930
- La proprietà commerciale ed il diritto di clientela, Unione tipografico-editrice torinese, Torino, 1930
- L'acquisto della servitù per prescrizione, St. Pellas, Firenze, 1911